# Моїсеєво
Моїсе́єво (рос. Моисеево, башк. Моисеев) — село у складі Благоварського району Башкортостану, Росія. Входить до складу Алексієвської сільської ради.
Населення — 7 осіб (2010; 1 в 2002).
Національний склад:
- татари — 100 %